# Aleksandra Marínina
Aleksandra Marínina (Александра Маринина) es el pseudónimo de la autora rusa de novelas policíacas Marina Anatólievna Alekséyeva (Марина Анатольевна Алексеева), nacida el 16 de julio de 1957 en Leópolis, en la antigua Ucrania soviética.
Marínina estudió derecho y trabajó durante 20 años en la militsia, para el Ministerio del Interior ruso. En 1992 publicó su primera novela de crímenes. La heroína de sus novelas es la criminalista de la militsia Anastasiya Kamenskaya.

## Libros publicados en español
- Los crímenes del balneario (1999) Barcelona: Planeta
- El sueño robado (2001) Barcelona: Planeta
- Asesino a su pesar (2001) Barcelona: Planeta (Trad.  E. Panteleeva)
- Los peones caen primero (2001) Barcelona: Planeta
- Morir por morir (2001) Barcelona: Planeta
- Muerte y un poco de amor (2010) Madrid: Pàmies (Trad. Fernando Otero Macías y José Ignacio López Fernández)
- Retrato póstumo (2011) Madrid: Pàmies